# Fendt Caravan
Die Fendt-Caravan GmbH ist ein Wohnwagen-Hersteller mit Sitz im bayerischen Mertingen. Das Unternehmen besteht seit 1970 und gehörte ursprünglich zum Traktorenhersteller Fendt aus Marktoberdorf. Seit dem 1. Januar 1998 ist Fendt-Caravan ein 100%iges Tochterunternehmen von Hobby-Wohnwagenwerk aus Schleswig-Holstein.
Aktuell (Stand 2020) beschäftigt Fendt-Caravan rund 760 Mitarbeiter und erwirtschaftet einen Umsatz von etwa 165 Millionen Euro. Das Unternehmen gehört zu den erfolgreichsten Herstellern von Wohnwagen in Deutschland. So belegt Fendt-Caravan zum 1. Januar 2021 den dritten Platz in der Bestandsliste des Kraftfahrt-Bundesamtes.

## Geschichte

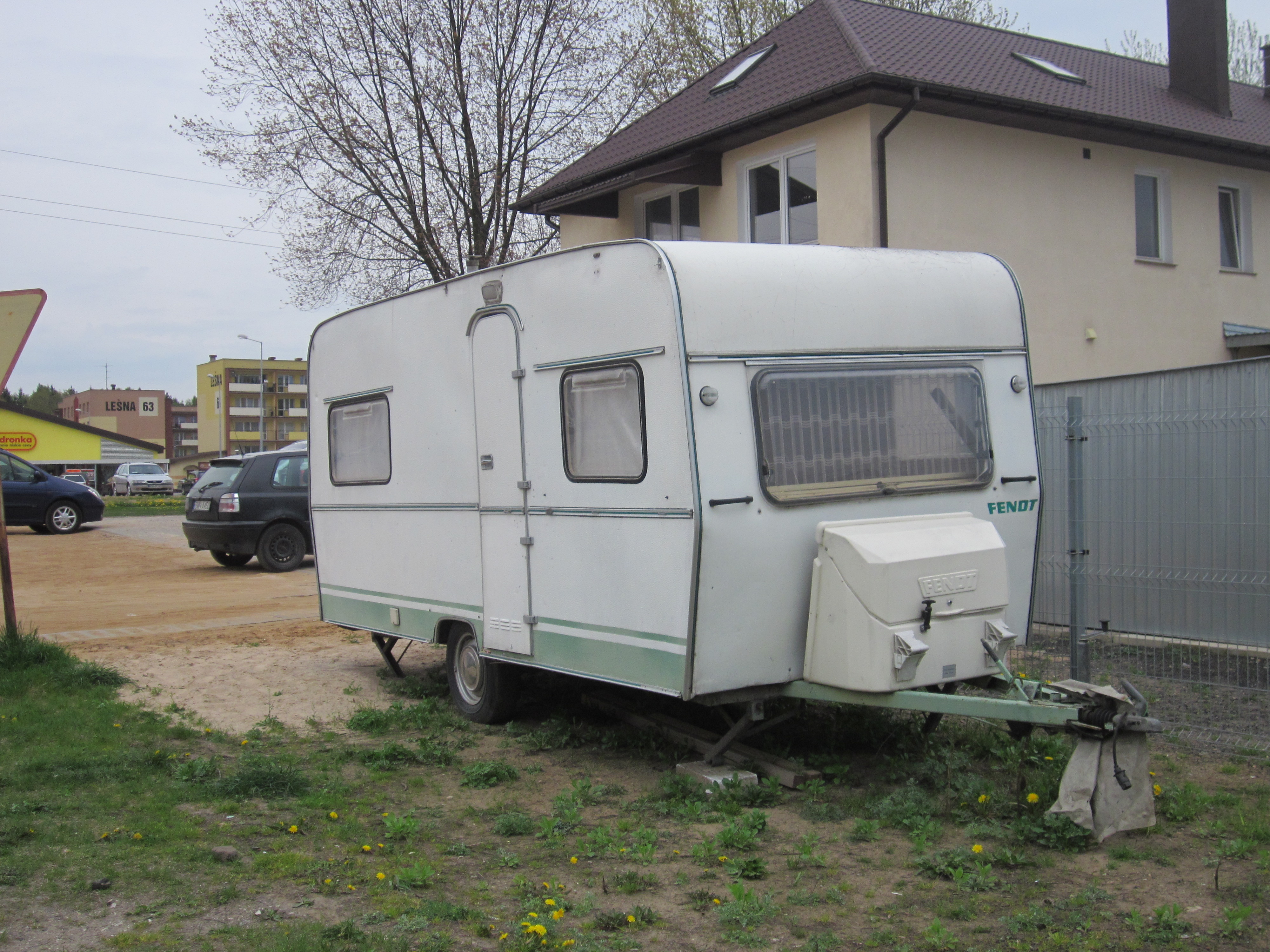
Wohnwagen von Fendt-Caravan aus den 1970er Jahren

Am 1. September 1970 übernahmen die Gebrüder Fendt aus Marktoberdorf die 1922 gegründete und zwischenzeitlich in wirtschaftliche Schwierigkeiten geratene Landmaschinenfabrik Lely-Dechentreiter Maschinenfabrik GmbH in Asbach-Bäumenheim (Standort). Die unter Lely laufende Wohnwagenfertigung wurde von Fendt fortgesetzt. 1988 startete zudem die Fertigung von Wohnmobilen.
Nach der Übernahme von Fendt durch den AGCO-Konzern 1997 erfolgte ein Jahr später der Verkauf der Wohnwagen-Sparte an das Unternehmen Hobby-Wohnwagenwerk in Fockbek. Gleichzeitig endete die Wohnmobilfertigung. Im Jahr 2001 wurde das neue Werk mit zwei Produktionsstraßen in Mertingen in Betrieb genommen und damit das Fendt-Werk in Asbach-Bäumenheim verlassen.

## Produkte

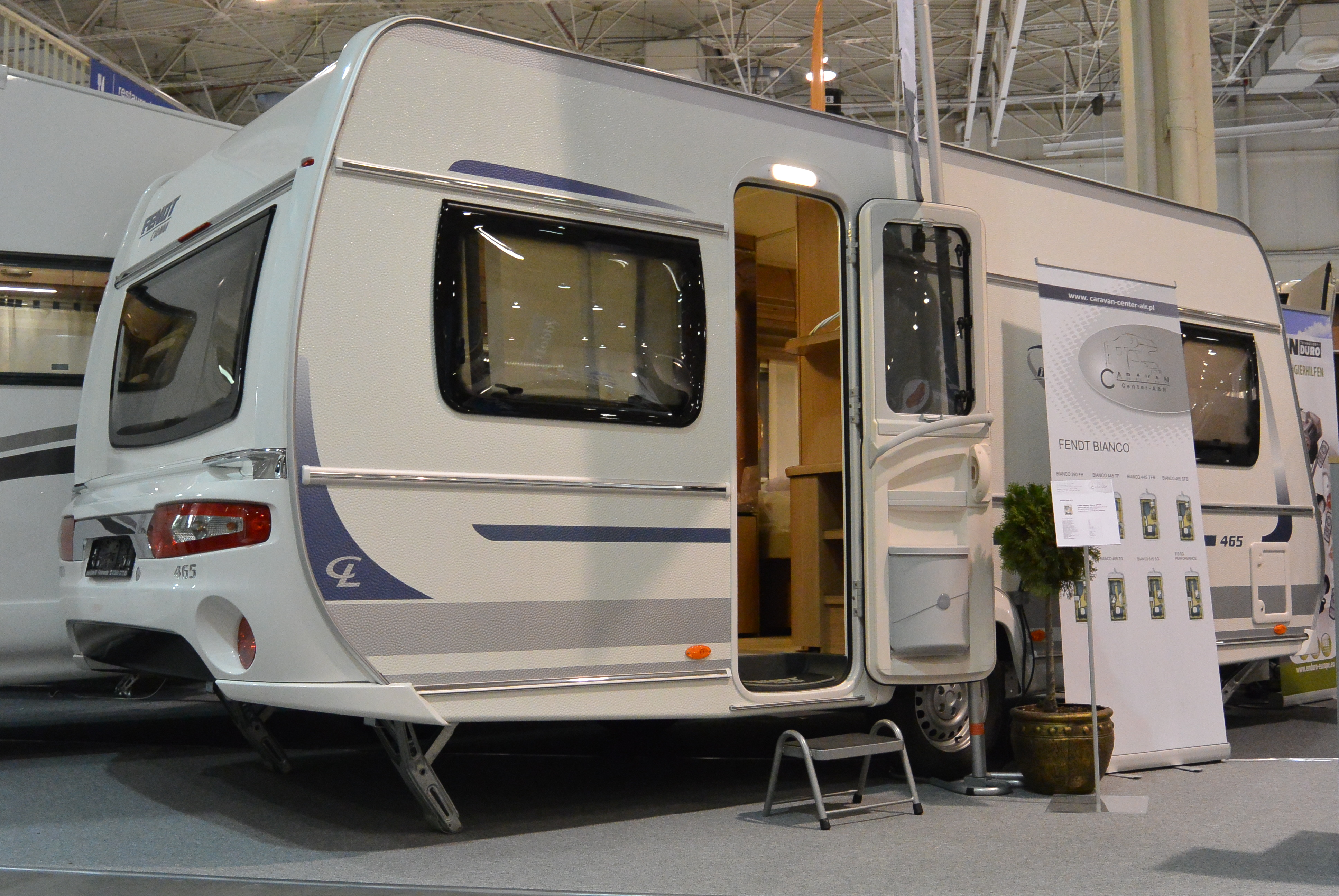
Modell Bianco (2014)

Fendt-Caravan fertigt ausschließlich Wohnwagen und liefert diese an das europaweit bestehende Händlernetz aus. Die Produktpalette reicht vom Einsteigermodell bis zum Oberklasse-Wohnwagen und umfasst in der Saison 2022 sechs Baureihen mit insgesamt 33 Grundrissvarianten und diversen Ausstattungslinien. Hinzu kommen länderspezifische Varianten für den englischen und französischen Markt. Gemessen am Wettbewerb ordnet Fendt-Caravan alle seine Modelle dem gehobenen Preissegment zu.
Zeitweise wurden auch Wohnmobile gefertigt.
Alle Fendt-Caravan-Modelle werden in klassischer Aufbautechnik – mit Holzständerwerk und in Hammerschlag angebrachter Aluminiumbeplankung – hergestellt, während die meisten anderen Hersteller seit den 2010er-Jahren überwiegend auf holzfreie, verrottungsfeste Aufbauten mit GFK-Verkleidung setzen. Lediglich Einsteiger-Baureihen anderer Hersteller verwenden noch Holz und Aluminium. Bei Fendt-Caravan sind nur die Front und das Heck aus GFK gefertigt, um eine „automotive“ Anmutung zu erreichen.